# Gabriel Franco
Gabriel Franco López (Astorga, 14 octobre 1897 - Madrid, 29 janvier 1972) est un homme politique espagnol, Ministre de l'Économie et des Finances pendant la Seconde République espagnole. À la fin de la Guerre civile espagnole, il s'est exilé au Mexique, puis à Porto Rico et revient en Espagne en 1967.